# God of War Ragnarök
 (février 2023).
Si vous disposez d'ouvrages ou d'articles de référence ou si vous connaissez des sites web de qualité traitant du thème abordé ici, merci de compléter l'article en donnant les références utiles à sa vérifiabilité et en les liant à la section « Notes et références ».
God of War Ragnarök est un jeu vidéo d'action-aventure développé par SIE Santa Monica Studio et édité par Sony Interactive Entertainment, sorti le 9 novembre 2022 sur PlayStation 4 et PlayStation 5. Un portage sur PC est sorti le 19 septembre 2024. Neuvième épisode de la série God of War, il fait suite à God of War de 2018. Largement inspiré de la mythologie nordique, le jeu prend place dans l'ancienne Scandinavie et présente Kratos, accompagné de son fils Atreus, qui est maintenant un adolescent. Mettant fin à la période nordique de la série, le jeu présente le Ragnarök, l'évènement eschatologique qui est central dans la mythologie nordique et qui a été prédite dans le jeu précédent après que Kratos a tué le dieu ase Baldur.
Le gameplay est similaire au jeu de 2018. Il présente des combats à base de combo, de même que des puzzles et des éléments de jeux de rôles. Il a cependant été remanié par rapport à l'opus précédent. En plus des armes principales de Kratos, deux lames à chaînes et une hache de guerre magique, une lance magique est ajoutée et le bouclier devient plus polyvalent, avec différents types de bouclier aux capacités défensives et offensives variées. Son fils Atreus, de même que d'autres personnages, fournit une assistance au combat et peut être contrôlé passivement. De plus, et pour la première fois de la série, il y a plusieurs missions de l'histoire où le joueur prend le contrôle d'Atreus ; son gameplay est similaire à celui de Kratos mais il utilise un arc magique comme arme. Il y a également plus de types d'ennemis ainsi qu'un nombre accru de mini-boss par rapport au précédent jeu. Prévu pour sortir en 2021, le jeu a finalement décalé sa sortie, notamment à cause des problèmes de santé de Christopher Judge en 2019, et de l'impact de la pandémie de COVID-19 sur le développement. Un contenu additionnel gratuit nommé Valhalla est sorti le 12 décembre 2023 et sert d'épilogue à Ragnarök, suivant Kratos et son compagnon Mímir dans une série d'épreuves au Valhalla dans le but que Kratos fasse la paix avec ses actions passées en Grèce.
Ragnarök a reçu un avis positif de l'ensemble des critiques et fut loué pour son histoire, ses personnages, ses visuels, son level design, sa musique ainsi que ses améliorations par rapport au jeu précédent. Le jeu s'est vendu à plus de 5,1 millions d'exemplaires en une semaine, soit le meilleur lancement d'un jeu solo de toute l'histoire de la PlayStation, avec plus de 15 millions d'exemplaires vendus en novembre 2023. Aux Game Awards 2022, Ragnarök a reçu 11 nominations et en a remporté six. Il a reçu 12 nominations lors de la 26e édition des D.I.C.E. Awards et en a remporté sept, y compris celle du jeu d'aventure de l'année. Il a également reçu 15 nominations lors de la 19e édition des British Academy Games Awards, soit le plus de nominations pour un jeu dans l'histoire de la cérémonie, et a gagné six prix, dont le prix du jeu de l'année.

## Trame

### Univers
À l'instar du jeu de 2018, Ragnarök prend place dans le monde de la mythologie nordique, trois ans après le précédent opus. Alors que seulement six des neuf royaumes de la mythologie nordique pouvaient être explorés dans le jeu de 2018, Ragnarök voit le joueur explorer chacun des neuf royaumes et, contrairement au précédent opus, pendant l'histoire. Le royaume de flammes Muspellheim et le royaume de brumes Niflheim, désormais couvert de glace et de neige, étaient auparavant des royaumes annexes. Les autres royaumes qui font leur retour sont Alfheim, le foyer des elfes noirs et blancs, Helheim, la terre des morts et Jötunheim, la terre des géants, désormais explorable après la fin de l'histoire. Midgard, le royaume principal du jeu de 2018, est devenu un désert glacial, ayant radicalement changé durant le Fimbulwinter, un hiver de trois ans qui a débuté après la fin du précédent opus. Le Lac des Neuf, qui était auparavant navigable, est désormais complètement gelé. Les royaumes qui étaient auparavant inaccessibles sont Svartalfheim, la demeure industrielle des Nains, Vanaheim, le royaume des Dieux Vanes ainsi que de Sköll et Hati, et Asgard, le royaume des Dieux Ases qui est uniquement explorable durant l'histoire et n'est plus accessible après la conclusion.

### Personnages
Les protagonistes principaux sont Kratos (Christopher Judge) et son fils, Atreus (Sunny Suljic (en)). Kratos est l'ancien Dieu grec de la Guerre tandis qu'Atreus, à moitié Géant, à moitié Dieu et mortel, est également appelé par son nom de géant, Loki. Depuis la conclusion du jeu précédent, Kratos et Atreus se cachent dans leur maison au sein du royaume de Midgard, s'entraînant pour une bataille inévitable à venir. Parmi les autres personnages centraux figurent Mímir (Alastair Duncan), l'homme le plus intelligent du monde et le compagnon du duo, leur offrant anecdotes et conseils avisés ; Freya (Danielle Bisutti (en)), une déesse Vane, ancienne Reine des Valkyries et ex-femme d'Odin, également appelée Frigg, qui cherche à se venger de Kratos et Atreus pour la mort de son fils, Baldur ; les frères Huldres, Brok (Robert Craighead) et Sindri (Adam Harrington (en)), un duo de nains forgerons qui assistent Kratos et Atreus en leur fabriquant de l'équipement et en les guidant dans leur quête ; et Angrboda (Laya De Leon Hayes), l'une des dernières survivantes du peuple des géants qui vit recluse à Jötunheim au sein d'une forêt appelée le Bois de Fer en protégeant les animaux.
L'antagoniste principal du jeu est le Dieu ase Odin (Richard Schiff), le roi d'Asgard et le Père de Tout. Personnage absent du précédent opus, il s'agit d'un menteur pathologique et manipulateur obsédé par l'idée d'éviter la mort lors du Ragnarök et prendra tous les risques pour survivre. Ses corbeaux, Hugin et Munin, permettent à lui ainsi qu'aux autres dieux ases de voyager facilement entre les royaumes et lui servent pour observer chaque évènement au sein des royaumes. Thor (Ryan Hurst), le Dieu ase du Tonnerre et fils aîné d'Odin, est l'antagoniste secondaire du jeu. Frère de Baldur ainsi que père de Magni et Modi, que Kratos et Atreus ont tués dans l'opus précédent, Thor a soif de vengeance. Il est armé de Mjöllnir avec lequel il a massacré la quasi-totalité des Géants et sert d'homme de main d'Odin. Parmi les autres antagonistes figure Heimdall (Scott Porter), un Dieu ase et capitaine des forces d'Odin. Souffrant d'un complexe de supériorité à cause de sa capacité de prévoyance, il est le protecteur d'Asgard, possédant le Gjallarhorn, un cor magique qui sonnera le début du Ragnarök. Figure également Grýla (Debra Wilson), la grand-mère d'Angrboda qui vole les âmes des animaux pour vivre leurs souvenirs.
Parmi les autres personnages, on trouve Freyr (Brett Dalton), Dieu vane et frère jumeau de Freya, qui mène une résistance contre Odin et les Ases à Vanaheim ; Týr (Ben Prendergast), le Dieu nordique de la Guerre qui cherche la paix avant le conflit et qui était présumé mort avant les évènements du jeu précédent ; Sif (Emily Rose), la femme de Thor et diplomate des dieux ases ; Thrúd (Mina Sundwall), la fille de Thor et Sif qui désire devenir une Valkyrie ; les Nornes, qui sont les Moires de la mythologie nordique - Urð (Kate Miller (en)), la Norne associée au passé, Verðandi (Emily O'Brien), la Norne associée au présent, et Skuld (Shelby Young), la Norne associée à l'avenir ; Surt (Chris Browning (en)), un Géant de feu qui vit à Muspelheim ; et la seconde femme de Kratos, Laufey (Deborah Ann Woll), une Géante qui hante encore les souvenirs de Kratos.
Le contenu additionnel Valhalla voit le retour du dieu grec du Soleil, Hélios (Crispin Freeman), qui apparaît comme une tête illusoire durant l'aventure de Kratos et Mímir au Valhalla, prenant la place de Mímir durant certaines quêtes afin de tourmenter et se moquer de Kratos par rapport à sa culpabilité et son désir de rédemption. Les Valkyries Sigrún (Misty Lee), Gunnr (Anna Campbell) et Eir (Sarah Sokolovic), qui avaient un rôle mineur dans Ragnarök, servent de guides pour Kratos et Mímir au Valhalla.

### Intrigue
Vers la fin du Fimbulwinter, Kratos et Atreus rentrent d'une chasse durant laquelle ils échappent à une attaque de Freya, en quête de vengeance pour son fils Baldur. Une fois chez eux, ils sont témoins de la mort de Fenrir, l'un des loups qu'ils ont sauvés au cours de ces dernières années, et le jeune garçon incante sans s'en rendre compte un mystérieux sort dans le chagrin. La douleur de la perte de son compagnon le pousse même, après avoir enterré le loup, à se transformer en ours et il manque de tuer son père. Peu après, tel que Atreus l'avait prédit autrefois, Thor arrive chez eux, suivi d'Odin. Ce dernier propose de les laisser tranquille et de les débarrasser de Freya si Kratos ne s'en prend plus aux Ases et que son fils cesse ses recherches sur Týr. Bien que surpris de la dernière révélation du Père de Tout, le Spartiate refuse et affronte Thor, qui finit par partir après avoir eu un aperçu de la force du légendaire tueur de dieux. De son côté, Odin promet à Atreus d'épargner son père si le jeune homme vient avec lui à Asgard. Grâce à l'aide des frères Huldres, Kratos revient chez lui et confronte Atreus : celui-ci admet que lui et Sindri ont secrètement réexaminé les fresques des Géants à Midgard pour chercher des indices sur Týr. Il emmène son père et Mímir à la fresque de Skoll et Hati, leur révélant une prophétie cachée. En rassemblant les indices, le trio en déduit que le dieu nordique de la guerre est vivant et enfermé à Svartalfheim. Kratos accepte d'aider son fils à le libérer, seulement pour empêcher le Ragnarök.
Après avoir fait une halte à la maison de Brok et Sindri, sur les branches de l'arbre-monde, Yggdrasil, ils voyagent vers le royaume des Nains où ils sauvent un Týr traumatisé. Atreus part ensuite en secret avec Sindri pour Midgard pour convaincre Freya de rejoindre leur camp, sans succès. Durant cette escapade, il apprend de Jörmungandr l'existence du Bois de Fer, un lieu sacré pour les Géants. Sindri lui révèle également que Brok est mort il y a longtemps et ne pouvant accepter d'être seul, il s'est rendu au lac des Âmes pour obtenir celle de son frère et le ressusciter mais il l'a récupérée incomplète ; Brok n'est d'ailleurs pas au courant. Retournant auprès de son père, Atreus se dirige ensuite avec lui et Týr à Alfheim, pour visiter la fresque de Gróa afin de mieux comprendre les prophéties concernant le Ragnarök. Se battant contre les deux sortes d'Elfes et le pacifisme de Týr, ils apprennent que la Géante a menti à propos du Crépuscule des Dieux. Au lieu que ce soit tous les royaumes qui soient menacés, seul Asgard sera détruit et Odin y trouvera la mort. Týr est quant à lui destiné à mener les armées des autres royaumes, ce qu'il refuse. Ils apprennent également qu'un champion désigné par les géants serait la clé de leurs avenirs, supposé être Atreus sous son nom de géant, Loki.
Rentrant à la maison des nains, Kratos et Atreus ont une dispute à propos du destin de ce dernier. Cette nuit-là, Atreus se transporte accidentellement à Jötunheim où il rencontre la Géante Angrboda, qui lui montre une fresque prévoyant la mort de Kratos durant le Ragnarök et Atreus qui sert Odin. Elle l'informe également qu'une âme est enfermée dans le couteau du jeune homme. Atreus apprend également la raison pour laquelle il ne semblait plus y avoir de Géants lors de sa précédente visite : les Jötnar ont choisi de transférer leurs âmes dans des billes afin d'échapper à la crainte d'Odin. Angrboda confie ces billes à Atreus et celui-ci transfère l'une des âmes dans le corps sans vie d'un serpent. Atreus aide ensuite Angrboda à empêcher sa grand-mère Grýla de voler d'autres âmes d'animaux avant de retourner à Midgard. Il y retrouve son père, énervé, qui l'informe de sa disparition depuis deux jours, mais ils sont attaqués par Freya qui a retrouvé ses pouvoirs de Valkyrie. Alors qu'elle est sur le point de tuer Kratos, un Atreus fou de rage se change en ours et l'attaque. Mais son père le stoppe lui rappelant qu'elle était leur amie et Freya doute soudainement face à cette scène. Elle décide alors de remettre sa vengeance à plus tard et demande à Kratos de l'accompagner à Vanaheim pour rompre la malédiction d'Odin qui l'entrave à Midgard. Prenant la forme d'un faucon pour échapper au sort, Freya est accompagnée de Kratos, Mímir et Brok, qui font la connaissance de Freyr, son frère et nouveau chef des Vanes, qui lutte contre l'invasion des Ases depuis des années. Pendant le voyage, Kratos se confie à Freya à propos de la perte de sa première famille en Grèce et du vide laissé après la vengeance. Après avoir tué Níðhögg et brisé la malédiction, Freya accepte de pardonner au Spartiate et font amende honorable.
De retour à la maison de Sindri, Kratos et le reste du groupe confronte Atreus qui refuse d’expliquer sa disparition et blâme son père de ne pas lui faire confiance. Il s’enfuit alors en colère à Midgard et se retrouve près de Chaurli, la tortue géante et ancien compagnon de Freya qui a été abandonné par cette dernière dans sa quête de vengeance contre Kratos. Le jeune homme lui vient en aide en allumant un feu dans l’ancienne demeure de la déesse pour le réchauffer et il s’aperçoit de la présence d’un des corbeaux d’Odin. Atreus accepte l’offre du Père de Tout et se fait transporter à Asgard, dans l’espoir de trouver ses réponses ainsi qu’un moyen de sauver son père. Atreus fait la rencontre de Heimdall, hostile dès son arrivée, mais est sauvé par Thor et Odin, ce dernier réclamant son aide pour empêcher le Ragnarök en réassemblant les fragments d'un masque ancien qui peut en théorie permettre de voir dans une brèche entre les royaumes et apporter un savoir infini. Durant ce séjour, il y fait notamment la rencontre de Thrúd, la fille de Thor et de Sif, cette dernière qui est également hostile à la présence d'Atreus à Asgard. Déchiffrant les premières runes, Atreus se rend à Muspellheim en compagnie de Thor et parvient à retrouver un morceau du masque. Le Dieu du Tonnerre profite de l'absence d'Odin pour menacer Atreus. Tandis que Thor affronte des hordes d’ennemis, le jeune homme retrouve secrètement Angrboda, à la recherche d'autres billes de géants. Il découvre la fresque de Surt et dans la prophétie cachée, le destin du géant de feu : fusionner avec sa femme géante de glace Sinmara et devenir le Ragnarök pour détruire Asgard. Il apprend également que le serpent qu'il a réanimé à Jötunheim grandit de manière disproportionnée. De retour à Asgard, Atreus fait donc le choix de rester pour aider Odin.
Pendant ce temps, Kratos, désirant retrouver son fils, part rencontrer les Nornes avec Freya et Mímir. Celles-ci lui révèlent que Heimdall est destiné à tuer Atreus. Sur cette révélation, Kratos et Brok partent à la Forge de Svartalfheim pour forger une lance à partir de l'anneau Draupnir, capable de surpasser la prévoyance de Heimdall et de le blesser. Durant le voyage, Brok y apprend la vérité au sujet de sa mort, que Sindri lui a dissimulé. Alors qu'il cherchait un autre morceau du masque à Helheim, en compagnie de Thrúd, Atreus libère sans le savoir un loup géant dépourvu d'âme, Garm, qui commence à percer des brèches, permettant aux Héléens de causer le chaos dans les autres royaumes. Atreus revient donc auprès de son père et les deux partent pour Helheim afin de stopper le loup géant. Durant le combat, Atreus réalise que l'âme de Fenrir est dans son couteau et la transfère dans le corps sans âme de Garm. Désormais réconciliés, Kratos et son fils retournent chez Sindri où Atreus révèle ce qu'il sait à propos du masque d'Odin au reste du groupe, après quoi lui et Kratos accompagnent Freya à Vanaheim pour secourir son frère capturé par les Ases, qui ont également dérobé la lune pour empêcher les loups célestes Sköll et Hati d'amener le Ragnarök.
Après avoir remis la lune à sa place, les alliés mettent au point un plan pour secourir Freyr. Heimdall arrive cependant en renfort et Kratos l'affronte pour couvrir les autres. Il parvient à le vaincre grâce à la lance Draupnir mais choisit de l'épargner à condition qu'il ne tente pas de tuer Atreus. Furieux d'être pris en pitié et ayant toujours l'intention de s'en prendre à son fils, le dieu refuse et Kratos se voit contraint de le tuer, récupérant au passage le Gjallarhorn qui sonnera le début du Ragnarök. Ramenant Freyr chez Sindri, Atreus pense que récupérer le masque avant Odin peut leur donner un avantage et Kratos autorise son fils à finir sa quête à Asgard. Ce dernier découvre qu'il faut aller à Niflheim, royaume primordial du froid. Accompagné de Thor, il complète le masque mais le dieu du Tonnerre se retourne contre lui et manque de le tuer, à la demande de sa femme Sif qui craint pour la sécurité de leur fille après la mort de leurs fils, contraignant le jeune homme à fuir dans le monde entre les royaumes grâce à un artefact de Sindri.
Après qu'Atreus est revenu auprès des siens avec le masque, Týr accepte finalement de mener les forces armées des autres royaumes vers Asgard et révèle qu'il connaît un chemin pour s'y rendre. Brok se méfie de son brusque changement d'avis, notamment quand il a appelé Atreus "Loki". Il se fait alors poignarder par le dieu de la guerre qui était en réalité Odin, celui-ci ayant pris l'apparence de Týr pour épier leurs faits et gestes. Il manque de s'enfuir avec le masque mais Kratos parvient à le lui reprendre. Brok succombe malheureusement à sa blessure après qu'il a pardonné à Sindri d'avoir caché sa mort. Leurs plans étant tombés à l'eau, Kratos et Atreus retournent à Midgard et partent chasser à la demande du jeune homme. Kratos réconforte son fils qui se sent responsable de tout ce qui s'est passé avant de retrouver Sindri qui se trouve au temple de Týr avec le corps de son frère. Le nain anéanti ne ressent plus pour eux que colère et mépris, leur reprochant de lui avoir tout pris et de ne plus pouvoir ressusciter son frère, faute d'une âme entière à reconstituer. Retournant auprès de leurs alliés, ils décident enfin d'accomplir la prophétie du Ragnarök pour arrêter Odin. Alors que leurs alliés partent recruter elfes, héléens, valkyries et nains pour se constituer une armée, père et fils partent pour Muspellheim afin de rallier à eux Surt le géant de feu. Ce dernier refusant de sacrifier sa femme Sinmara, il accepte néanmoins de se changer seul en Ragnarök en alliant son feu au cœur de glace de sa femme. Témoins de la transformation de Surt, Kratos et Atreus sont attaqués par Hrist et Mist, deux valkyries entièrement loyales envers Odin. Ils joignent leurs forces pour les vaincre avant de retourner à Midgard où le Fantôme de Sparte est nommé général des armées.
Se rassemblant dans le Temple de Týr, Freya, Atreus, Freyr, Mímir, et même les valkyries vaincues trois ans auparavant écoutent le discours galvanisant de Kratos qui souffle dans le Gjallarhorn, ouvrant les portes des neuf royaumes avant de se diriger à Asgard. La bataille est d'abord à l'avantage des Ases, les Elfes et les Vanes qui luttent contre les machines de guerre des Nains et une armée d'Einherjar sans limite grâce au Valhalla qui les fait vivre de nouveau. Après que l'accès aux renforts d'Alfheim a été fermé, Freya et les valkyries décident de couper le lien entre le champ de bataille et le Valhalla. La nouvelle reine des Valkyries, Gná, tue Olrun et force Fenrir et Angrboda à l'affronter en dehors d'Asgard tandis que Thor affronte un jeune Jörmangundr, le serpent qu'Atreus a réanimé sur Jötunheim, venu en renfort. Surt fait alors son apparition, détruisant tout sur son passage, forçant les protagonistes à accélérer le mouvement.
Sindri revient seul de Svartalfheim et détruit les machines de guerre avant d'ouvrir une brèche dans le mur. Thrúd et Sif font également le choix de rejoindre les alliés, ne supportant plus les actions d'Odin à utiliser des réfugiés Midgardiens comme boucliers humains. Thor parvient à vaincre Jörmungandr, en l'envoyant dans le passé avant d'affronter Kratos. Ce dernier parvient à le battre et à le convaincre de baisser les armes afin qu'il puisse protéger sa famille. Odin arrive alors et, voyant que celui-ci refuse de lui obéir, tue le dieu du Tonnerre devant sa fille avant d'affronter Kratos, rejoint par Atreus puis Freya. Atreus fait alors le choix de briser le masque, refermant la brèche, pour empêcher Odin d'avoir accès au savoir absolu, puis, ensemble, Kratos, Freya et Atreus parviennent enfin à le vaincre. Prenant conscience qu'il ne changera jamais, le jeune garçon scelle l'âme du Père de Tout dans une bille que Sindri brise aussitôt, le tuant définitivement. Le Ragnarök se déchaîne alors et ravage Asgard. Freyr se sacrifie pour le contenir, permettant à ses alliés de fuir avant la destruction finale, grâce à Angrboda et Fenrir qui ont ouvert une brèche.
De retour à Midgard, Angrboda prend Kratos et Atreus à part et leur montre la fresque de Faye, leur révélant qu'elle s'est dressée contre son peuple pour permettre à son mari et son fils de tracer leur propre voie sans suivre de prophétie, ce qui a annulé certains évènements, notamment la mort de Kratos et l'allégeance d'Atreus à Odin. Le jeune homme révèle alors à son père avoir découvert avec son amie que plusieurs géants ont survécu en quittant les Royaumes et, pour une raison qu'il ignore, que c'est sa responsabilité de les retrouver. Son père donne alors sa bénédiction à son fils qui part suivre sa propre voie. Après son départ, Kratos découvre sa fresque cachée derrière celle de sa femme. Il y découvre qu'il peut devenir dans le futur un Dieu qui reconstruira et protégera les Royaumes nordiques restants. Il décide alors de suivre cette voie à laquelle il n'avait jamais songé auparavant, désormais accompagné de Freya.
Ensemble, ils vont vaincre les derniers Einherjar avant de s'attaquer aux 12 Berserkers, de même que leur roi, Hrólf Kraki. Ils vaincront ensuite Gná, permettant à Freya de récupérer son titre de reine des Valkyries. Les Ases survivants se sont exilés à Vanaheim et ont fait la paix avec les Vanes, Thrúd a récupéré Mjöllnir et le brandit en hommage à son père et le véritable Týr est retrouvé à Niflheim et finalement libéré. Dans la fin secrète du jeu, Kratos, Freya, Mímir et Sindri, toujours incapable de pardonner, se rassemblent pour les funérailles de Brok à Svartalfheim.

#### Valhalla
Quelque temps après les évènements de Ragnarök, Kratos reçoit une invitation anonyme pour se rendre au Valhalla, le dernier vestige d'Asgard, avec Mímir. Forçant l'entrée du lieu, Kratos y perd son équipement et ses pouvoirs une fois à l'intérieur. Il finit par être vaincu et se réveille à l'entrée. Freya, Sigrún, Eir et Gunnr arrivent à leur tour, réprimandant Kratos et Mímir d'avoir brisé les règles du Valhalla, avant de leur ouvrir l'accès. Avant de venir sur place, Freya a invité Kratos à rejoindre un conseil qui dirigera et protégera les Royaumes en tant que nouveau dieu de la Guerre nordique mais celui-ci hésite, de peur d'abuser de cette position comme il avait pu le faire en Grèce.
De retour à l'intérieur, Kratos remarque que le Valhalla a bâti plusieurs épreuves basées sur les souvenirs qu'il a des Neuf Royaumes, de la Grèce et des adversaires qu'il a tué. Il est confronté à la vision de son ancien trône ainsi qu'à la voix d'Hélios, venus tourmenter son sentiment de culpabilité vis-à-vis de ses actions passées. Il perd alors connaissance et retourne à l'entrée. Lors de son troisième passage, Kratos est d'abord surpris par la substitution de la tête de Mímir par celle d'Hélios. Revivant ensuite la scène où il a sacrifié un soldat athénien par le feu pour ouvrir une porte, Kratos met la tête d'Hélios dans la cage et remarque que Mímir l'a remplacé à l'instant où le mécanisme incendiaire s'active. Kratos se dépêche de briser la cage mais le décor se volatilise et les deux chutent dans un vide chaotique après avoir brisé les règles du Valhalla. Ils ne doivent leur salut qu'à Sigrún, venue braver les règles pour les secourir.
Lors de son quatrième passage, Kratos prend place à l'intérieur de la cage et active le mécanisme incendiaire qui l'immole mais, cette fois, Kratos ne retourne pas à l'entrée, passant directement à la prochaine épreuve. Il y découvre que celui qui l'a invité n'est autre que Týr, qui souhaite le préparer à franchir une ultime porte, située derrière lui. Après un bref combat d'entraînement, Týr permet à Kratos de franchir la porte mais celui-ci hésite et se rend compte qu'il n'est pas encore prêt à l'ouvrir et retourne à l'entrée. Durant les passages suivants, Kratos revit ses souvenirs les plus fugaces : le pacte passé avec Arès, le meurtre d'Hélios et l'ouverture de la boîte de Pandore qui a mené à la propagation de la peur sur l'Olympe et aux morts d'Héphaïstos et Pandore. Mais ses interactions avec Týr lui permettent de voir ses souvenirs différemment et mieux les accepter.
Finalement, Kratos franchit la porte et revoit son trône dans lequel son jeune lui est assis. Il fait la paix avec l'image de son passé violent et s'assoit sur le trône, prêt à devenir un dieu de l'espoir et à accepter de rejoindre le conseil de Freya afin de rendre service aux autres. Dans la fin secrète, Sigrún décide de poursuivre sa propre voie afin de se retrouver et dit au revoir à Kratos, Freya, Eir, Gunnr et Mímir, précisant à ce dernier qu'ils finiront par se retrouver.

## Système de jeu
God of War Ragnarök est un jeu d'action-aventure en vue à la troisième personne. Le joueur dispose d'une vue au-dessus de l'épaule du personnage et le jeu est présenté sans transition ni écran de chargement. Le gameplay est similaire à l'opus précédent, God of War (2018), étant également un jeu solo. Durant le jeu, le joueur est opposé à des adversaires inspirés de la mythologie nordique, avec plus d'ennemis que dans le jeu précédent et un bestiaire agrandi, incluant des einherjar, des vouivres, des rôdeuses (des créatures similaires à des centaures avec des bois de cerf), des fantômes, des maraudeurs et des nokkens, parmi tant d'autres. Les développeurs ont également ajouté plus de mini-boss, donnant au jeu plus de variété.
Le joueur contrôle principalement Kratos dans des combats à base de combo et des éléments de jeu de puzzle. Les armes principales de Kratos sont une hache magique nommée la hache Léviathan, qu'il hérite du jeu précédent, et sa paire de lames à chaînes, les Lames du Chaos, qu'il possède depuis le premier opus. La hache Léviathan possède une magie élémentaire de glace et peut être lancée sur les ennemis avant d'être rappelée en main, de la même manière que Thor rappelle Mjöllnir. L'arme peut être lancée sur des objets de décor pour générer une explosion cryogénique ou geler des objets ou ennemis afin de résoudre des puzzles. Les Lames du Chaos, quant à elles, sont infusées de magie élémentaire de feu et sont attachées à des chaînes, permettant d'être maniées à distance pour plusieurs manœuvres. Une nouvelle mécanique a été ajoutée, permettant à Kratos d'utiliser les Lames comme un grappin afin de franchir certains obstacles. Kratos obtient également une troisième arme, nommée la Lance Draupnir et infusée de magie élémentaire de vent, qui peut se dupliquer à l'infini et exploser à l'impact, permettant à Kratos de s'en servir aussi bien au corps-à-corps qu'à distance, où il peut projeter des lances explosives sans limite. La lance sert également à traverser ou débloquer certains passages. Chaque arme dispose d'une attaque légère et d'une attaque lourde. Elles peuvent être améliorées afin d'utiliser des attaques runiques, avec des emplacements pour une attaque légère et une attaque lourde, permettant d'avoir plusieurs options pour le combat.
Les développeurs ont également modifié l'utilisation du bouclier, ajoutant d'autres fonctionnalité que la simple parade. En plus du Bouclier du Gardien, que Kratos possède depuis l'opus précédent, le joueur peut débloquer d'autres boucliers avec différentes fonctionnalités. Ainsi, en fonction du bouclier, le joueur peut parer, contrattaquer, envoyer une vague d'énergie au sol ou à distance, ou foncer sur l'adversaire avec le bouclier en avant. Le rond au centre du bouclier est également personnalisable, ajoutant d'autres options au bouclier. La Rage Spartiate de Kratos a également évolué en trois variantes de la capacité : Fureur, Bravoure et Courroux. Fureur est la capacité standard de la Rage Spartiate et est identique à celle du jeu précédent où Kratos se rue sur l'ennemi en l'attaquant avec ses poings et causant de grands dommages. Bravoure consomme l'énergie de la rage afin de restaurer la santé et peut servir à parer une attaque si elle est activée avec précision. Quant à Courroux, il permet de relâcher une puissante attaque à partir de l'arme équipée lors de l'activation.
Le personnage d'Atreus apporte une assistance grâce à l'intelligence artificielle, aidant lors des combats, de la traversée, de l'exploration et de la résolution des puzzles. Le joueur peut contrôler passivement Atreus en lui indiquant où tirer ses flèches avec son arc, que ce soit lors des combats ou de l'exploration, ou en lui faisant invoquer des animaux spectraux pour l'assister au combat. De plus, les capacités d'Atreus ont été améliorées pour refléter sa progression par rapport au jeu précédent. Il possède un combo d'attaques plus long, peut démarrer un combat avant Kratos, et il a plus de capacités magiques qu'auparavant. Il y a également des moments au cours de l'histoire où un autre personnage va accompagner Kratos à la place d'Atreus et peut aussi être contrôlé passivement. Pour la première fois dans la série, le joueur peut contrôler entièrement un autre personnage que Kratos (sans compter le multijoueur d'Ascension) dans le jeu. Cela n'arrive que durant quelques missions de l'histoire où Atreus part sans Kratos et que le joueur prend le contrôle d'Atreus. Son gameplay est similaire à celui de Kratos, pouvant aussi bien attaquer au corps-à-corps qu'à distance avec son arc. De plus, il possède des flèches magiques, peut créer un bouclier avec la magie et invoquer des animaux spectraux en plein combat. Atreus possède également sa propre capacité de rage où il va se transformer en loup et, plus tard, en ours pour infliger plus de dégâts. Durant ces missions, Atreus a souvent un autre personnage qui l'accompagne et le joueur peut également le contrôler passivement comme c'est le cas avec ceux qui accompagnent Kratos. Pour certaines séquences, Atreus a une épée magique et volante, nommée Ingrid, qui remplace le personnage qui l'accompagne.
Le jeu garde les éléments de jeux de rôle intégrés dans l'opus précédent. Cela inclut un système de craft avec plusieurs ressources similaires pour créer une nouvelle armure ou améliorer les armures possédées et les armes avec de meilleurs atouts. Il y a également plusieurs quêtes secondaires disponibles en plus de l'histoire principale. Ragnarök permet aussi au joueur de donner quelle apparence à son armure, basée sur les autres armures possédées par celui-ci, sans que les statistiques ne soient modifiées pour le combat. De plus, le jeu propose plus de 70 options d'accessibilité. L'interface utilisateur du jeu a été retravaillée afin de "permettre plus de flexibilité et de lisibilité", et plus d'options de customisation pour le combat ont été ajoutées. Toutes les caractéristiques de l'accessibilité du jeu de 2018 sont restées mais ont été étendues afin de permettre aux joueurs d'ajuster le gameplay en fonction de leur propre style de jeu et de leurs besoins.
Le pack de contenu additionnel Valhalla, sorti le 12 décembre 2023, utilise des éléments du genre roguelite. Les joueurs sont confrontés à une série d'épreuves dans des niveaux générés à l'avance, et peuvent choisir seulement une relique, un bouclier et une capacité de rage avant la partie. Au cours de l'épreuve, plusieurs challenges sont proposés, permettant au joueur de débloquer à la fin de chaque challenge une amélioration d'arme, d'attaque runique, de statistiques ou de reliques. Chacune de ces améliorations ne dure que pour la partie en cours, le joueur perdant ses atouts lorsqu'il retourne à l'entrée. Chaque épreuve donne au joueur des matériaux qui permettent de débloquer des récompenses définitives, telles que la santé, la rage et les statistiques de base. Aussi, le joueur peut mourir au cours d'une partie, le renvoyant au point de départ. Le contenu a également ajouté de nouveaux ennemis, ainsi que des ennemis présents dans les jeux de la période grecque, tels que les cyclopes et les minotaures. Une nouvelle variante de la Rage Spartiate est ajoutée, nommée "Héritage", qui permet au joueur de porter l'Épée de l'Olympe, comme la capacité de rage de God of War III.

## Développement

### Annonce
Le jeu est annoncé par un teaser en septembre 2020 à l'occasion d'une conférence PlayStation,. Il est élu « jeu le plus attendu » aux Golden Joystick Awards 2020.
Lorsque le jeu a été annoncé pour la première fois en septembre 2020, il n'a été annoncé que comme un titre PlayStation 5. Cependant, après que Sony Interactive Entertainment a révélé son intention de soutenir sa précédente console jusqu'en 2022 au moins, des spéculations ont commencé à se faire sur la possibilité que le jeu soit disponible sur la PlayStation 4, car d'autres titres qui étaient à l'origine considérés comme des exclusivités de la PlayStation 5 ont également été annoncés sur PS4 (par exemple, Horizon Forbidden West). Dans une interview accordée à The Telegraph peu après le lancement de la nouvelle console en novembre, le président et directeur général de SIE, Jim Ryan, a été interrogé sur la question de savoir si le prochain God of War serait une exclusivité PS5 ; il a répondu qu'il n'avait « rien à annoncer » pour le moment.
En juin 2021, le jeu est reporté à 2022, et PlayStation en profite pour confirmer sa sortie sur PlayStation 4. En juin 2022, Bloomberg annonce que le jeu serait prévu pour novembre 2022. Le 6 juillet 2022, Sony Interactive Entertainment confirme la sortie du jeu pour le 9 novembre 2022 sur PlayStation 4 et PlayStation 5.
En octobre 2022, Santa Monica annonce que le jeu passe gold et que les huit studios suivants ont participé au développement du jeu : PlayStation Studios Creative Arts, Valkyrie Entertainment, Red Hot, Bluepoint Games, Super Alloy, Jetpack Interactive, Super Genius et Original Force. La contribution exacte de chaque studio est inconnue, hormis pour Super Alloy qui a travaillé sur la capture de mouvement.

### Production
Lors de la PlayStation Showcase du 9 septembre 2021, Eric Williams, présent depuis le début de la franchise, est annoncé au poste de directeur de la création, succédant ainsi à Cory Barlog.

### Distribution des rôles
Lors de la PlayStation Showcase du 9 septembre 2021, la plupart des comédiens sont confirmés. En plus du retour du duo Christopher Judge et Sunny Suljic (en) qui reforment le duo père-fils Kratos et Atreus, Alastair Duncan retrouve Mímir, Danielle Bisutti (en) joue de nouveau Freya tandis que Robert Craighead et Adam J. Harrington (en) reprennent respectivement les frères nains Brokk et Sindri.
Parmi les nouveaux comédiens, Richard Schiff incarne Odin, Deborah Ann Woll joue Faye et Ryan Hurst campe le rôle de Thor. Ben Prendergast est également confirmé dans le rôle de Týr, Laya De Leon Hayes dans celui Angrboða et Usman Ally (en) dans celui de Durlin.
Le vidéaste SungWon Cho (en) annonce également qu'il prête sa voix à l'écureuil Ratatosk, en plus de participer aux séances pour la capture de mouvement du personnage ainsi qu'à son écriture. Scott Porter interprète Heimdall et le compositeur Bear McCreary tient le rôle de Ræb,.

### Extension
L'extension gratuite Valhalla sort le 12 décembre 2023 sur PlayStation 4 et PlayStation 5.

## Accueil

### Critiques
God of War Ragnarök reçoit un accueil extrêmement favorable de la presse, recueillant la note moyenne de 94 % sur la base de 141 critiques sur l'agrégateur Metacritic.